# Augustin Jean Fresnel

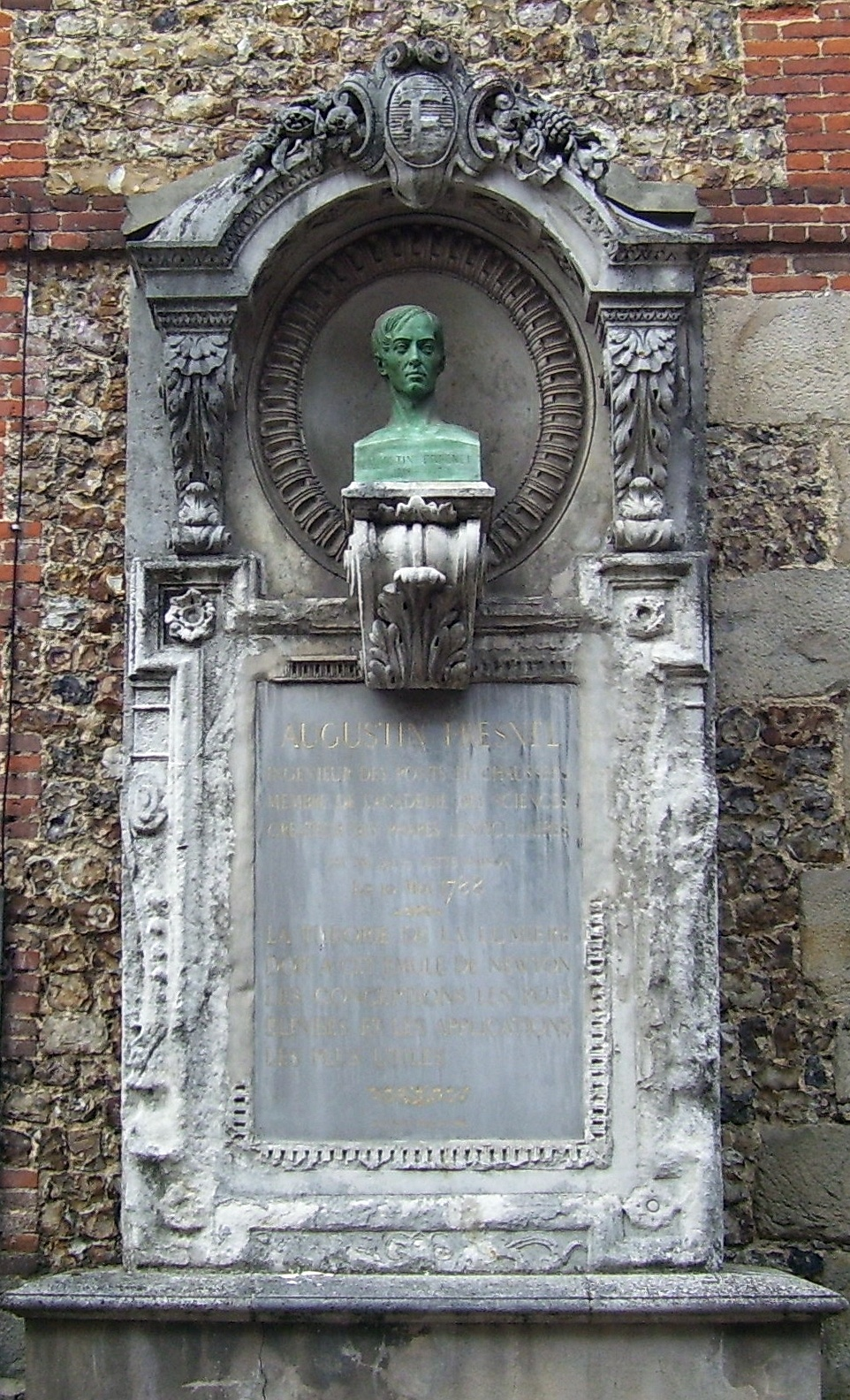
Monument a Augustin Fresnel a la façana del seu lloc de naixement al número 2 del carrer Augustin Fresnel, Broglie (enfront del carrer Jean François Mérimée), inaugurat el 14 de setembre de 1884. La inscripció, traduïda, diu:
Augustin Fresnel, enginyer de Ponts i camins, membre de l'Acadèmia de Ciències, creador de fars lenticulars, va néixer a aquesta casa el 10 de maig de 1788. La teoria de la llum deu a aquest emulador de Newton els conceptes més alts i les aplicacions més útils.

Augustin Jean Fresnel (francès: Augustin Fresnel)  (Broglie, 10 de maig de 1788 - Ville-d'Avray, 14 de juliol de 1827) fou un físic francès. Fundador de l'òptica moderna, proposà una explicació de tots els fenòmens òptics basant-se en la teoria ondulatòria de la llum. Conegut per inventar la lent de Fresnel catadiòptrica (reflectiva/refractiva) i per ser pioner en l'ús de lents escalonades per ampliar la visibilitat dels fars, salvant innombrables vides al mar.

## Biografia

### Família
Augustin-Jean Fresnel (anomenat simplement Augustin), nascut a Broglie, Normandia, el 10 de maig de 1788, va ser el segon dels quatre fills de l'arquitecte Jacques Fresnel i de la seva dona Augustine, de soltera Mérimée. La família es va traslladar dues vegades: el 1789/90 a Cherbourg i el 1794.  a la ciutat natal de Jacques, Mathieu, on Augustine passaria 25 anys com a vídua, sobrevisquent a dos dels seus fills.
El primer fill, Lluís, va ser admès a l'École Polytechnique, es va convertir en tinent d'artilleria i va ser abatut en combat a Jaca, Espanya, durant la guerra del Francès. El tercer, Léonor, va seguir a Augustin a l'enginyeria civil, el va succeir com a secretari de la Commission des phares, i va ajudar a editar les seves obres escollides. El quart, Fulgence Fresnel, es va convertir en lingüista, diplomàtic i orientalista, i de tant en tant va ajudar Augustin en les negociacions. Fulgence va morir a Bagdad el 1855 després d'haver dirigit una missió per explorar Babilònia.
El germà petit de Madame Fresnel, Jean François Léonor Mérimée, pare de l'escriptor Prosper Mérimée, va ser un pintor que va dirigir la seva atenció a la química de la pintura. Es va convertir en el secretari permanent de l'École des Beaux-Arts i (fins al 1814) professor a l'École Polytechnique, i va ser el punt de contacte inicial entre Augustin i els principals físics òptics de l'època.

### Educació
Els germans Fresnel van ser inicialment escolaritzats a casa per la seva mare. El malaltís Augustin era considerat el lent, poc propens a la memorització; però discuteix la història popular que amb prou feines va començar a llegir fins als vuit anys. Als nou o deu anys no va ser distingit excepte per la seva habilitat per convertir les branques dels arbres en arcs de joguina i pistoles que funcionaven massa bé, guanyant-se el títol de l'home de génie (l'home geni) dels seus còmplices, i una repressió unida dels seus grans.
El 1801, Augustin va ser enviat a l’École Centrale de Caen, com a companyia de Louis. Però Augustin va pujar el seu rendiment: a finals de 1804 va ser acceptat a l'École Polytechnique, i va quedar 17è a l'examen d'accés. Com que els registres detallats de l'École Polytechnique comencen l'any 1808, sabem poc del temps d'Augustin allà, excepte que va fer pocs amics, o cap, i, malgrat la seva mala salut, va excel·lir en dibuix i geometria: en el seu primer any. va rebre un premi per la seva solució a un problema de geometria plantejat per Adrien-Marie Legendre. Graduat el 1806, es va matricular a l'École Nationale des Ponts et Chaussées (Escola Nacional de Ponts i Carreteres, també coneguda com ENPC o École des Ponts), de la qual es va graduar el 1809, entrant al servei del Cos des Ponts et Chaussées com a aspirant d'enginyer ordinaire (enginyer ordinari en formació). De manera directa o indirecta, havia de romandre al servei del Corps des Ponts durant la resta de la seva vida.
El mateix any 1809 entra a l'Acadèmia Francesa de Ciències, i el 1823 de la Royal Society, que li concedeix la medalla Rumford el 1824.
El 1812 obté el títol d'enginyer a Niom i es dedica a dirigir la construcció de les carreteres de l'estat. El 1815 Napoleó retorna a França des del seu exili a l'illa d'Elba i Fresnel s'enrola a les forces realistes del duc d'Angulema, quan Napoleó recupera el poder Fresnel és destituït i sotmès a vigilància per la policia. En aquest període es comença a interessar per la investigació científica i a partir de llavors compaginarà el seu ofici d'enginyer amb el treball científic, especialment en el camp de l'òptica.
Va començar treballant en el camp de les interferències lluminoses, de manera independent a les investigacions de Thomas Young, que el van portar a desenvolupar la noció de longitud d'ona. Va calcular les integrals que porten el seu nom i va ser el primer a provar que dos feixos de llum polaritzada en plans diferents no s'interfereixen; d'aquest experiment va deduir que el moviment ondulatori de la llum polaritzada és transversal i no longitudinal (com el del so) com es creia fins llavors.
Va ser el primer a produir llum polaritzada circular. Les seves fórmules sobre la refracció encara s'utilitzen. En el camp de l'òptica aplicada, va inventar la lent de Fresnel, una lent esglaonada que s'utilitza per augmentar el poder d'il·luminació dels fars.

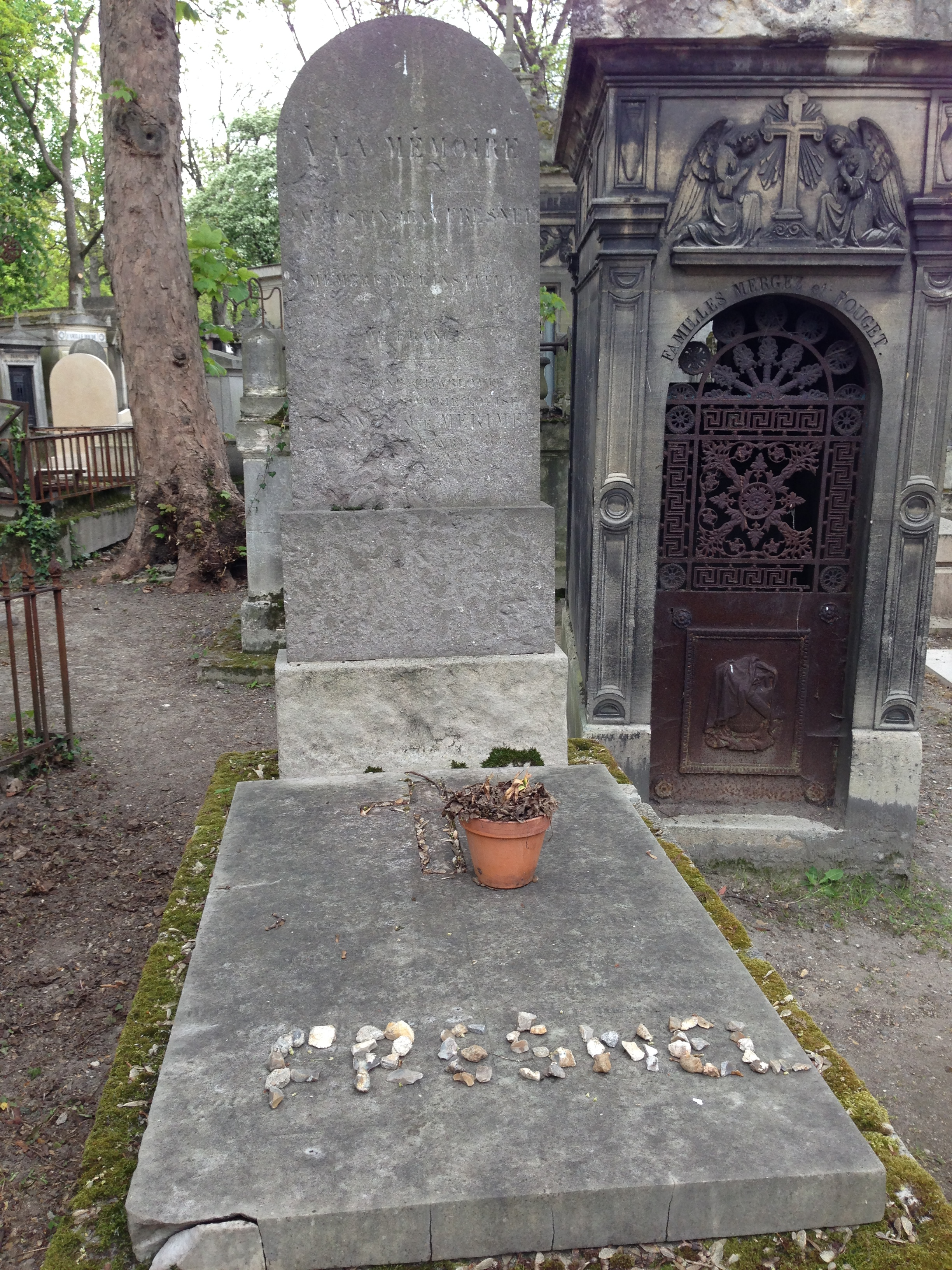
Tomba de Fresnel al cementiri del Père-Lachaise.

### Formació religiosa
Els pares de Fresnel eren catòlics romans de la secta jansenista, caracteritzat per una visió agustiniana extrema del pecat original. La religió va ocupar el primer lloc en l'escolarització a casa dels nois. El 1802, la seva mare va dir:
| « | Prego a Déu que doni al meu fill la gràcia d'emprar els grans talents que ha rebut, en benefici propi i per al Déu de tots. Es demanarà molt d'aquell a qui s'ha donat molt, i la majoria se li demanarà a qui més n'ha rebut. | » |

Augustin va continuar sent jansenista. Considerava els seus talents intel·lectuals com a regals de Déu i considerava el seu deure utilitzar-los en benefici dels altres. Segons el seu company enginyer Alphonse Duleau, que el va ajudar a alletar-lo durant la seva malaltia final, Fresnel va veure l'estudi de la natura com una part de l'estudi del poder i la bondat de Déu. Va posar la virtut per sobre de la ciència i el geni. En els seus últims dies va pregar per la força de l'ànima, no només contra la mort, sinó contra la interrupció dels descobriments... dels quals esperava obtenir aplicacions útils.
El jansenisme és considerat herètic per l'Església Catòlica Romana, i Grattan-Guinness suggereix que aquesta és la raó per la qual Fresnel mai va obtenir un lloc d'ensenyament acadèmic permanent; la seva única plaça docent va ser a l'Athénée l'hivern de 1819–20. L'article sobre Fresnel a la Catholic Encyclopedia no esmenta el seu jansenisme, però el descriu com «un home profundament religiós i notable pel seu agut sentit de deure».
Va morir el 1827 de tuberculosi a la Ville-d'Avray, al Departament dels Alts del Sena, prop de París.

## Obra
La lent escalonada diòptrica (purament refractiva) més senzilla, proposada per primera vegada pel comte Buffon  i reinventat independentment per Fresnel, s'utilitza en les lupes de pantalla i en lents de condensador per a retroprojectors.
En expressar el principi d'ones secundàries de Huygens i el principi d’interferència òptica de Young en termes quantitatius, i suposant que els colors simples consisteixen en ones sinusoïdals, Fresnel va donar la primera explicació satisfactòria de la difracció per vores rectes, inclosa la primera explicació satisfactòria basada en ones de propagació rectilínia. Part del seu argument era una prova que l'addició de funcions sinusoïdals de la mateixa freqüència però de fases diferents és anàloga a l'addició de forces amb diferents direccions. Suposant a més que les ones de llum són purament transversals, Fresnel va explicar la naturalesa de la polarització, el mecanisme de polarització cromàtica i els coeficients de transmissió i reflexió a la interfície entre dos medis isòtrops transparents. Aleshores, generalitzant la relació direcció-velocitat-polarització de la calcita, va explicar les direccions i polaritzacions dels raigs refractats en cristalls doblement refractius de la classe biaxial (aquells per als quals els fronts d'ona secundaris de Huygens no són axisimètrics). El període entre la primera publicació de la seva hipòtesi d'ona transversal pura i la presentació de la seva primera solució correcta al problema biaxial va ser inferior a un any.
Més tard, va encunyar els termes polarització lineal, polarització circular i polarització el·líptica, va explicar com la rotació òptica es podia entendre com una diferència de velocitats de propagació per a les dues direccions de la polarització circular i (en permetre que el coeficient de reflexió fos complex) va tenir en compte el canvi de polarització a causa de la reflexió interna total, tal com s'explota en el rombe de Fresnel. Els defensors de la teoria corpuscular establerta no podien igualar les seves explicacions quantitatives de tants fenòmens amb tan pocs supòsits.
Fresnel va tenir una batalla de tota la vida amb la tuberculosi, a la qual va sucumbir als 39 anys. Encara que no es va convertir en una celebritat pública durant la seva vida, va viure el temps suficient per rebre el reconeixement degut dels seus companys, inclosa (al seu llit de mort) la medalla Rumford de la Royal Society de Londres, i el seu nom és omnipresent en la terminologia moderna d'òptica i ones. Després que la teoria ondulatòria de la llum fos subsumida per la teoria electromagnètica de Maxwell a la dècada de 1860, es va desviar certa atenció de la magnitud de la contribució de Fresnel. En el període comprès entre la unificació de l'òptica física de Fresnel i la unificació més àmplia de Maxwell, una autoritat contemporània, Humphrey Lloyd, va descriure la teoria de les ones transversals de Fresnel com el teixit més noble que mai ha adornat el domini de la ciència física, excepte el sistema de l'univers de Newton.